# Alba (obwód brzeski)
Alba (biał. Альба; ros. Альба) – wieś na Białorusi, w obwodzie brzeskim, w rejonie iwacewickim, w sielsowiecie Kwasiewicze, przy drodze republikańskiej R44.
Znajduje się tu zabytkowa parafialna cerkiew prawosławna pw. św. Jerzego Zwycięzcy (siedzibą parafii jest sąsiednia wieś Jodczyki).
W XIX w. folwark i osada. W dwudziestoleciu międzywojennym leżała w Polsce, w województwie poleskim, w powiecie kosowskim/iwacewickim, w gminie Kosów. Po II wojnie światowej w granicach Związku Sowieckiego. Od 1991 w niepodległej Białorusi.

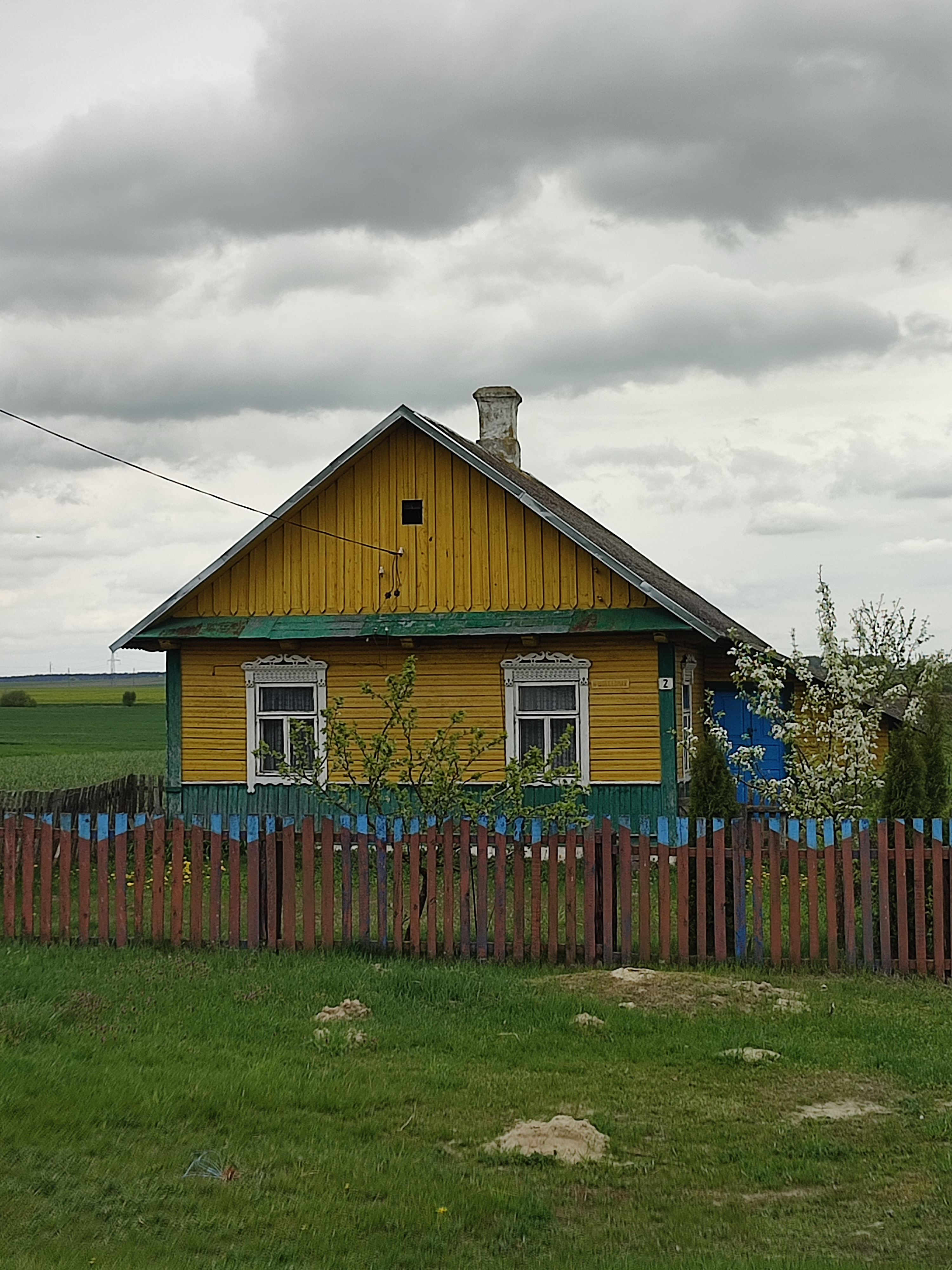
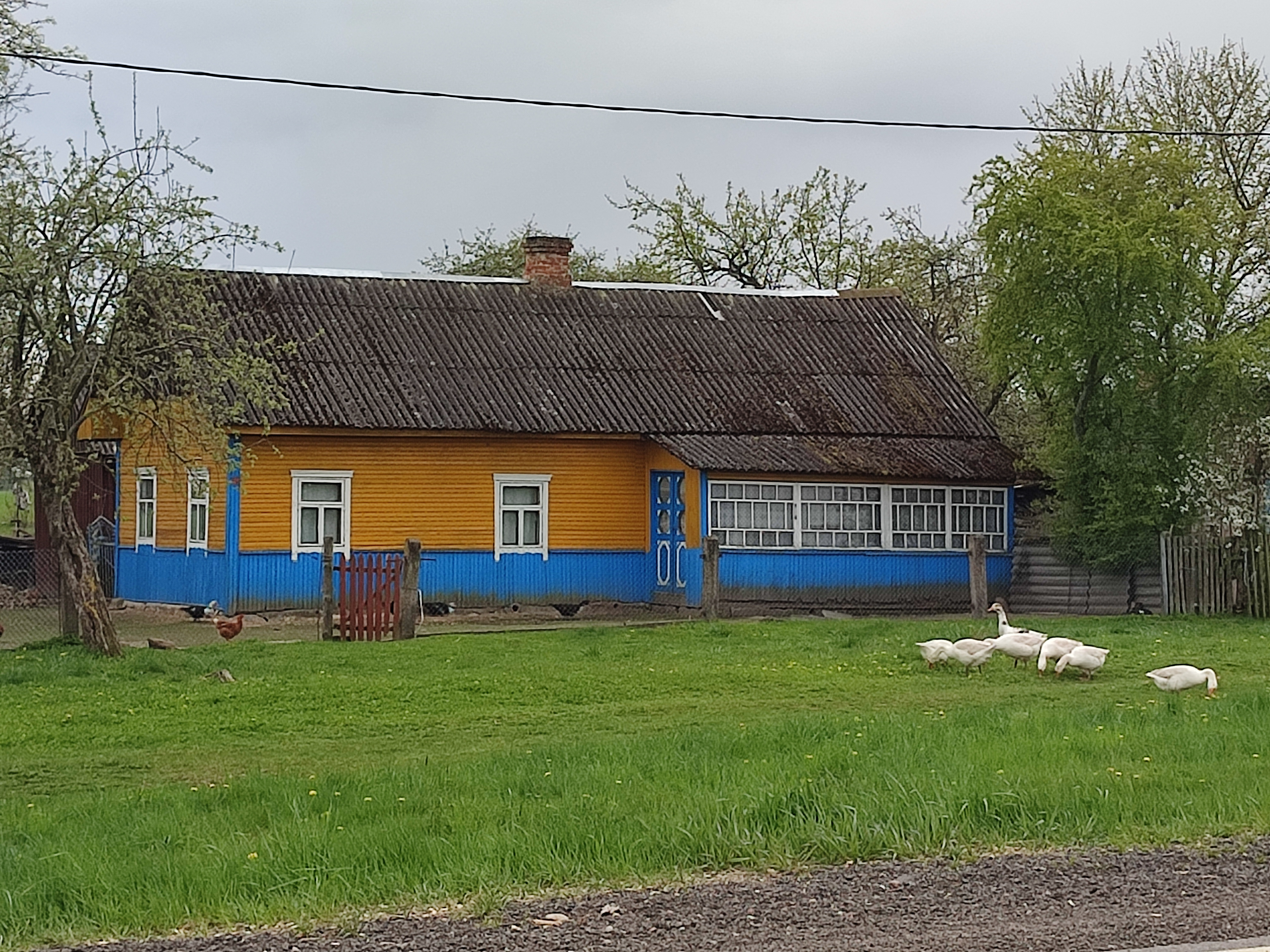
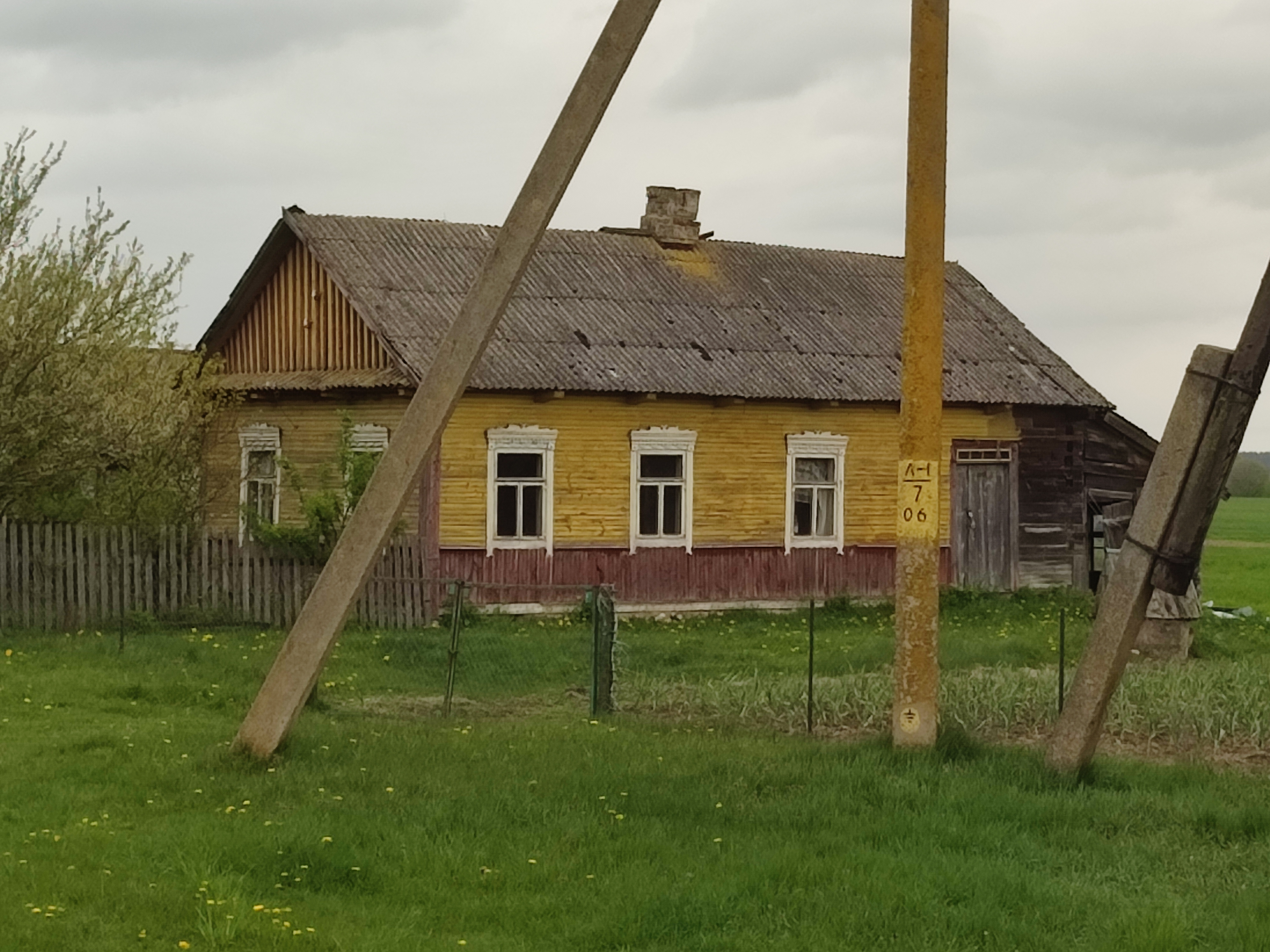
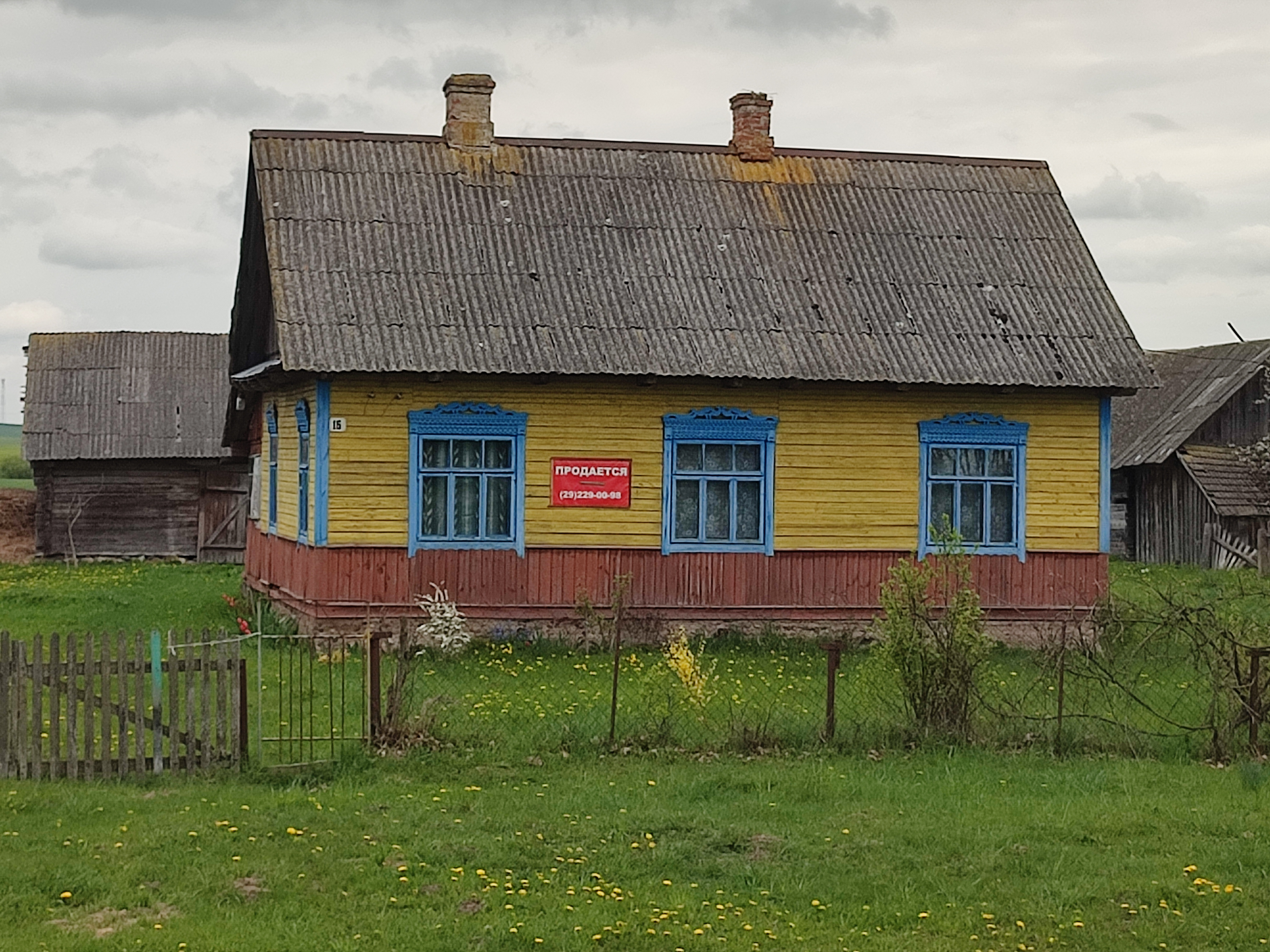